# Ейткін (Міннесота)
Ейткін (англ. Aitkin) — місто (англ. city) в США, в окрузі Ейткін штату Міннесота. Населення — 2168 осіб (2020).

## Географія
Ейткін розташований за координатами 46°31′47″ пн. ш. 93°42′21″ зх. д. / 46.52972° пн. ш. 93.70583° зх. д. (46.529594, -93.705871).  За даними Бюро перепису населення США в 2010 році місто мало площу 5,71 км², уся площа — суходіл.

### Клімат
| Клімат : Ейткін       | Клімат : Ейткін | Клімат : Ейткін | Клімат : Ейткін | Клімат : Ейткін | Клімат : Ейткін | Клімат : Ейткін | Клімат : Ейткін | Клімат : Ейткін | Клімат : Ейткін | Клімат : Ейткін | Клімат : Ейткін | Клімат : Ейткін | Клімат : Ейткін |
| Показник              | Січ.            | Лют.            | Бер.            | Квіт.           | Трав.           | Черв.           | Лип.            | Серп.           | Вер.            | Жовт.           | Лист.           | Груд.           | Рік             |
| Середній максимум, °C | −7,4            | −3,7            | 3,2             | 11,7            | 19,4            | 24,3            | 26,4            | 25,3            | 19,8            | 13,4            | 3,3             | −4,9            | 10,9            |
| Середній мінімум, °C  | −19,4           | −16,4           | −9,1            | −1,2            | 4,9             | 10,5            | 13,2            | 11,9            | 7,1             | 1,4             | −6,1            | −14,8           | −1,5            |
| Норма опадів, мм      | 23              | 18              | 38              | 61              | 84              | 109             | 112             | 99              | 71              | 61              | 38              | 20              | 734             |
| --------------------- | --------------- | --------------- | --------------- | --------------- | --------------- | --------------- | --------------- | --------------- | --------------- | --------------- | --------------- | --------------- | --------------- |
| Джерело: Weatherbase  |                 |                 |                 |                 |                 |                 |                 |                 |                 |                 |                 |                 |                 |

## Демографія
Згідно з переписом 2010 року, у місті мешкало 2165 осіб у 936 домогосподарствах у складі 483 родин. Густота населення становила 379 осіб/км².  Було 1097 помешкань (192/км²).
Расовий склад населення:
| - 95,5 % — білих - 1,5 % — корінних американців - 0,8 % — чорних або афроамериканців - 0,3 % — азіатів |

До двох чи більше рас належало 1,6 %. Частка іспаномовних становила 1,2 % від усіх жителів.
За віковим діапазоном населення розподілялося таким чином: 22,2 % — особи молодші 18 років, 50,7 % — особи у віці 18—64 років, 27,1 % — особи у віці 65 років та старші. Медіана віку мешканця становила 44,3 року. На 100 осіб жіночої статі у місті припадало 82,9 чоловіків;  на 100 жінок у віці від 18 років та старших — 79,1 чоловіків також старших 18 років.
Середній дохід на одне домашнє господарство  становив 49 282 долари США (медіана — 28 281), а середній дохід на одну сім'ю — 69 485 доларів (медіана — 41 357). Медіана доходів становила 27 412 долари для чоловіків та 26 483 долари для жінок. За межею бідності перебувало 24,6 % осіб, у тому числі 27,8 % дітей у віці до 18 років та 13,8 % осіб у віці 65 років та старших.
Цивільне працевлаштоване населення становило 976 осіб. Основні галузі зайнятості: освіта, охорона здоров'я та соціальна допомога — 26,5 %, мистецтво, розваги та відпочинок — 23,4 %, роздрібна торгівля — 15,2 %, науковці, спеціалісти, менеджери — 7,5 %.

## Персоналії
- Воррен Вільям (1894-1948) — американський актор театру і кіно.